# Quenelle (gesto)

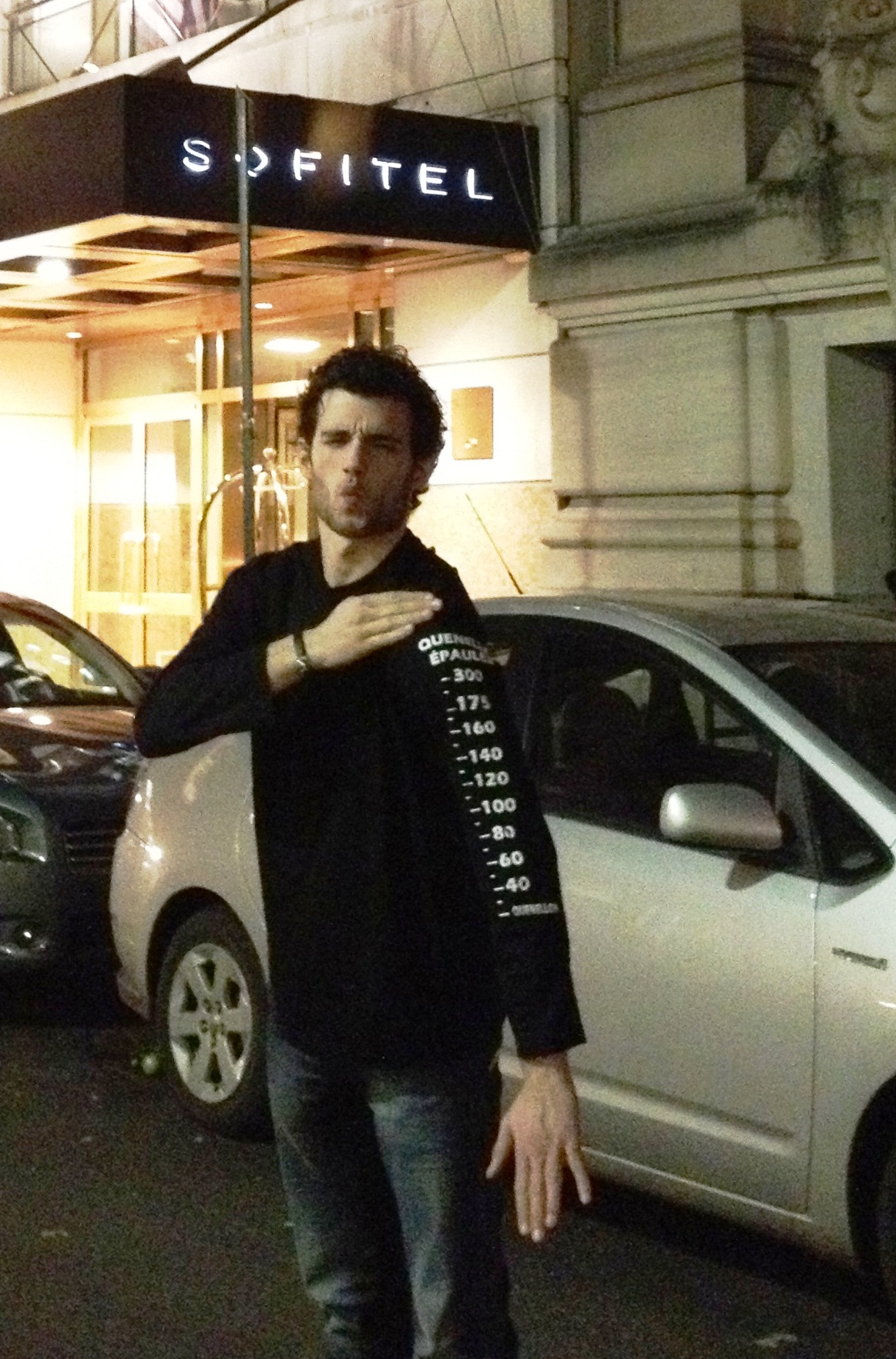
Una quenelle all'indirizzo di Dominique Strauss-Kahn, all'ingresso dell'albergo Sofitel di New York da cui partirono le accuse

La quenelle è un gesto volgare introdotto nel 2005 dal comico francese Dieudonné. Secondo quanto dichiarato da quest'ultimo, il gesto ha una connotazione volgare, sessuale e politica, perché indica la lunghezza del pene, o della quenelle (pietanza a base di pesce), che il comico infilerebbe nel posteriore dei sionisti.
Si esegue mettendo una mano sulla spalla opposta e l'altra mano distesa verso il basso. Versioni più discrete prevedono che la mano venga posta in corrispondenza del gomito o del polso anziché sulla spalla.

## Implicazioni razziste
Malgrado Dieudonné si sia dichiarato semplicemente un attivista antisionista, il gesto, divenuto nel frattempo virale, è stato adottato, stando ai media francesi, da diversi movimenti antisemiti e ha causato guai giudiziari al suo inventore. Secondo alcuni, rappresenta una variante del saluto nazista e del gesto dell'ombrello (in Italia il gesto volgare, a semplice sfondo sessuale, è diffuso anche nella variante del "gesto dello sfilatino", assai simile alla quenelle, reso famoso per la prima volta dal personaggio interpretato da Diego Abatantuono nel film Fantozzi contro tutti).
Dieudonné rese popolare la quenelle in occasione della campagna antisionista che intraprese per le elezioni europee del 2009 in Francia, anche se i media francesi sostengono fosse stato presentato per la prima volta in un suo spettacolo del 2005. Il gesto suscitò grande scalpore quando circolarono alcune fotografie di militari francesi che si esibivano nel gesto davanti a una sinagoga di Parigi. Ha provocato un analogo scandalo quando è stato utilizzato pubblicamente dal cestista Tony Parker, dal calciatore Nicolas Anelka, e da Jean-Marie Le Pen, politico xenofobo del Fronte Nazionale.